# Detroit Red Wings
Detroit Red Wings (denumită colocvial Wings) este o echipă profesionistă americană de hochei pe gheață cu sediul în Detroit, Michigan și face parte din Divizia Atlantic a Conferinței de Est din NHL, fiind una dintre cele șase echipe originale ale ligii. Fondată în 1926, echipa a fost cunoscută sub numele de Detroit Cougars până în 1930. Pentru sezoanele 1930-31 și 1931-32, echipa s-a numit Detroit Falcons, înainte de a-și schimba numele în Red Wings în 1932.
Red Wings este echipa cu cele mai multe Cupe Stanley câștigate dintre toate francizele NHL cu sediul în Statele Unite (11), și a treia în totalul titlurilor NHL câștigate, după Montreal Canadiens (24) și Toronto Maple Leafs (13). Wings și-a jucat meciurile de acasă în Joe Louis Arena din 1979 până în 2017, după ce a jucat timp de 52 de ani în Olympia Stadium; s-a mutat în Little Caesars Arena începând cu sezonul 2017-18. Red Wings este una dintre cele mai populare și mai de succes francize din NHL; fanii și comentatorii sportivi se referă la zona Detroit ca fiind "Hockeytown", care este o marcă înregistrată deținută de franciză din 1996.
Între sezoanele 1931-32 și 1965-66, Red Wings a ratat playoff-ul doar de patru ori. Între sezoanele 1966-67 și 1982-83, Red Wings a ajuns în playoff doar de două ori. Cu toate acestea, ulterior, între 1983-84 și 2015-16, au ajuns în playoff de 30 de ori în 32 de sezoane, inclusiv 25 de meciuri consecutive între 1990-91 și 2015-16 (fără a lua în considerare sezonul anulat 2004-05). Din 1983-84, Red Wings a adunat șase clasări pe primul loc în sezonul regulat și a câștigat Cupa Stanley de patru ori (1997, 1998, 2002 și 2008).